# قلعة الأرك
قلعة الأرك هي قلعة من العصور الوسطى تقع بالقرب من محلية الأرك قرب ثيوداد ريال جرت عندها موقعة الأرك.

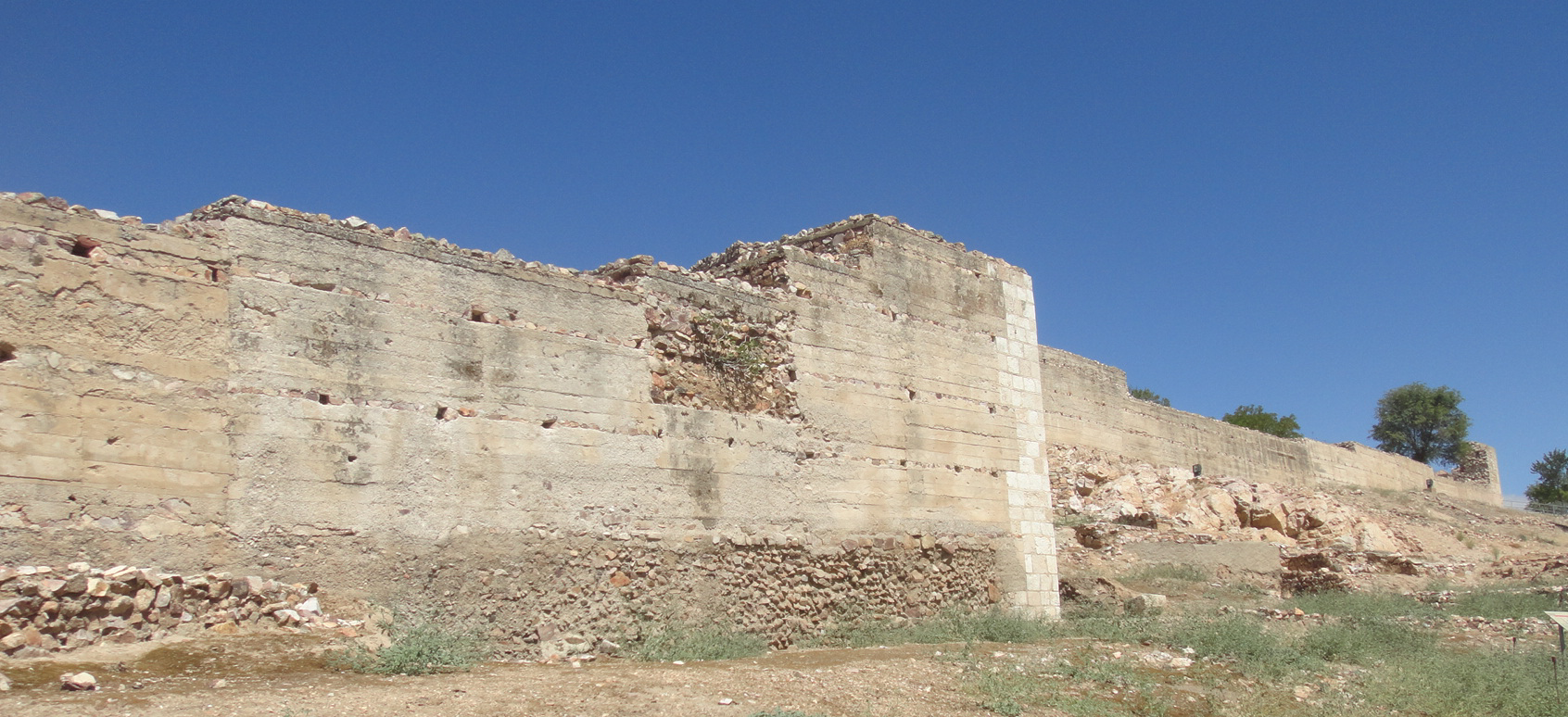
حائط قلعة الأرك